# Condado de Griggs
O Condado de Griggs é um dos 53 condados do Estado americano da Dakota do Norte. A sede do condado é Cooperstown, e sua maior cidade é Cooperstown. O condado possui uma área de 1 855 km² (dos quais 20 km² estão cobertos por água), uma população de 2 754 habitantes, e uma densidade populacional de 1,5 hab/km² (segundo o censo nacional de 2000).